# Piculus flavigula
El carpintero gorgigualdo (Piculus flavigula), también denominado carpintero cariamarillo y carpintero de cuello amarillo, es una especie de ave piciforme de la familia Picidae que vive en Sudamérica.

## Descripción
El carpintero gorgigualdo mide unos 20 cm de largo. Su espalda, alas y cola son de color pardo oliváceo mientras que sus partes inferiores son blancas listadas horizontalmente en marrón. Su cuello y cara son de color amarillo. Los machos tienen el píleo y la frente de color rojo, mientras que la frente de las hembras es amarilla. Los machos de la subespecie erythropis además presentan la garganta roja.

## Taxonomía
La especie fue descrita científicamente por el naturalista holandés Pieter Boddaert en 1783.
Se reconocen tres subespecies:
- Piculus flavigula erythropis (Vieillot, 1818)
- Piculus flavigula flavigula (Boddaert, 1783)
- Piculus flavigula magnus (Cherrie y Reichenberger, 1921)

## Distribución y hábitat
Su área de distribución se extiende por la cuenca del Amazonas y del Orinoco, hasta las cuencas del Tocantins y el Araguaia, además de una franja costera separada en el sureste de Brasil. Está presente en Bolivia, Brasil, Colombia, Ecuador, la Guayana francesa, Guyana, Perú, Surinam y Venezuela.
Sus hábitats naturales son las selvas húmedas tropicales de regiones bajas, bosques secos y la catinga.